# Арабил-Арита
Араби́л-Арита́ (рос. Арабыл-Арыта) — невеликий річковий острів на річці Анабар. Територіально відноситься до Якутії, Росія.
Розташований в нижній течії річки, біля впадіння лівої притоки Харабил. Острів має видовжену форму, витягнутий із північного сходу на південний захід. Острів рівнинний. На півдні стрімкі береги висотою 5 м. Вкритий болотами, має 5 невеликих озер.
| Росія | Це незавершена стаття з географії Росії. Ви можете допомогти проєкту, виправивши або дописавши її. |